# Josip Alebić
Josip Alebić (Hrvace kod Sinja, 7. siječnja 1947. - Krilo Jesenice, 8. ožujka 2021.), hrvatski atletičar. Natjecao se za Jugoslaviju. Zajedno sa Lucianom Sušnjem je prvi hrvatski atletičar koji je 400m otrčao ispod 46 sekundi (1973.).

## Životopis
Natjecao se na trima Olimpijskim igrama. Na prvim Olimpijskim igrama 1972. u Münchenu nastupio je u prednatjecanju utrke na 400 metara i štafetnoj utrci 4 x 400 metara. Na svojim drugim Igrama 1976. u Montrealu nastupio je u četvrtfinalu u utrci na 400 metara. Na Igrama u Moskvi 1980. nastupio je u četvrtfinalu utrke na 400 metara te u prednatjecanju štafetne utrke na 4 x 400 metara.
Na Europskom dvoranskom prvenstvu održanom u poljskim Katovicama je osvojio srebrnu medalju u utrci na 400 metara. Srebrenu je medalju osvojio i u štafeti Europe 4 x 400 metara na prvom Svjetskom atletskom kupu u Düsseldorfu 1977. godine.
Dvije zlatne medalje osvojio je na Mediteranskim igrama 1975. u utrci na 400 metara i štafetnoj utrci 4 x 400 metara. Četiri godine kasnije, na Mediteranskim igrama u Splitu osvojio je broncu na 400 metara te srebro u štafeti 4 x 400 metara.
Višestruki je prvak Jugoslavije i Hrvatske na 200 i 400 metara te u štafeti 4 x 400 metara. Prvak Jugoslavije na 200 metara bio je od 1975. do 1977., a na 400 metara je prvak bio 1972. te od 1974. do 1977. i od 1979. do 1981. godine. Prvak Balkana na 400 metara bio je od 1972. do 1977. godine.
Bio je član splitskog ASK-a.

### Rekordi
Bio je rekorder Mediterana i Jugoslavije. Najbolji rezultat na 200 metara od 21,31 sekundu istrčao je 10. srpnja 1977. u Novoj Gorici. U Ankari 11. rujna 1977. postavio je vlastiti rekord na 400 metara od 45,86 sekundi.

### Nagrade
Godine 1977. proglašen je Sportašem godine u izboru zagrebačkih Sportskih novosti. Dobitnik je Državne nagrade za sport "Franjo Bučar" iz 2013. godine za životno djelo. Za "iznimna športska dostignuća, te doprinos splitskoj i hrvatskoj atletici" dobio je nagradu za životno djelo Grada Splita 2012. godine.

## Zanimljivosti
- Napisao je autobiografiju "Jozo Alebić - leteći Cetinjanin", knjiga je predstavljena 2002. u Splitu.[12]
- Novinar i pjesnik Momčilo Popadić posvetio mu je "Baladu o letećem mesaru"[12]